# Weißhalsibis
Der Weißhalsibis (Theristicus caudatus) ist eine Vogelart aus der Familie der Ibisse und Löffler und lebt in Südamerika.

## Aussehen
Kopf und Hals des 71 bis 76 cm großen Weißhalsibisses sind bräunlich, der Scheitel dunkler, der Hals heller. Die Flügel sind grau mit einem weißlichen Feld an der Vorderkante. Der nach unten gekrümmte Schnabel ist dunkelgrau, die Beine sind rot. Hinter dem Schnabel und um das Auge herum befindet sich ein schwarzes Gesichtsfeld. Der Weißhalsibis ähnelt in der Gefiederfärbung dem etwa gleich großen Schwarzzügelibis, aber der Hals ist heller und auffallend ist das weiße Flügelfeld. Es gibt keinen ausgeprägten Geschlechtsdimorphismus; die Jungvögel haben einen enggestreiften braunen Hals. Die Unterart hyperorius hat einen blasseren Hals und weniger weiß am Flügel.

## Verbreitung und Lebensraum

Verbreitungsgebiet des Weißhalsibis (grün)

Der Weißhalsibis kommt an der Nordküste Südamerikas  von Kolumbien und Venezuela bis Guayana vor. Nach Süden erstreckt sich das Verbreitungsgebiet über ganz Brasilien bis zum Mato Grosso und dem nördlichen Argentinien und Uruguay. Die Vögel dieser Art bevorzugen offene Landschaften, auch Fluss- und Seeufer und Sumpfgebiete. Sie können aber auch oft in größerer Entfernung von Gewässern, zum Beispiel auf abgebrannten Feldern beobachtet werden.
Die IUCN stuft die Art als nicht gefährdet ein, die globale Population wird zwischen 25.000 und 100.000 geschätzt.

## Nahrung
Der Weißhalsibis ernährt sich von Würmern, Muscheln, Krebstieren, großen Insekten, Schnecken, Amphibien und kleinen Säugetieren. 

## Fortpflanzung
Der Weißhalsibis brütet auf Bäumen oder auf Felsen, meistens in lockeren Kolonien. Das Gelege besteht aus zwei bis vier Eiern.

## Unterarten
Es sind folgende Unterarten bekannt:
- Th. c. caudatus (Boddaert, 1783)[2] kommt im nördlichen Südamerika bis Mato Grosso vor.
- Th. c. hyperorius (Todd, 1948)[3] ist vom östlichen Bolivien über Paraguay bis ins südliche Brasilien und nördliche Argentinien verbreitet.

## Etymologie und Forschungsgeschichte
Die Erstbeschreibung des Weißhalsibises erfolgte 1783 durch Pieter Boddaert unter dem wissenschaftlichen Namen Scolopax caudatus. Als Verbreitungsgebiet gab er Cayenne an, basierend auf Grand Courlis de Cayenne von Georges-Louis Leclerc de Buffon. 1832 führte Johann Georg Wagler die neue Gattung Theristicus ein. Dieser Begriff hat seinen Ursprung in θεριστικος, θεριστρον theristikos, theristron, deutsch ‚zum Ernten, Sichel‘. Der Artname caudatus leitet sich von lateinisch caudatus, cauda ‚-schwänzig, Schwanz‘ ab. Hyperorius ist ein Wortgebilde aus ὑπερ hyper, deutsch ‚unter‘ und  οριον, ορος orion, oros, deutsch ‚Grenze‘. Alfred Laubmann hatte für sein Werk Die Vögel von Paraguay drei Bälge, gesammelt von Eugen Josef Robert Schuhmacher (1906–1973) und Hans Krieg (1888–1970) bei Puerto Casado im Gran Chaco, zur Verfügung. In der Literatur fand er viele Nachweise für das Land, so z. B. Fortin Page am Río Pilcomayo, in Concepción,  Waikthlatingmayalwa im Gran Chaco, in Carayá Vuelta und in Riacho Verde ebenfalls durch Kerr und in Puerto Pinasco im Departamento Presidente Hayes durch Alexander Wetmore. Zusätzlich erwähnte Laubmann Mandurio ó Curacáu de la manduria ó curucáu von Félix de Azara als Nachweis für die Art. Für Laubmann hatte Kerr 1901 irrtümlich den Namen des Schwarzzügelibis (Theristicus melanopis) verwendet. Insbesondere zum Andenibis (Theristicus branickii (Berlepsch & Stolzmann, 1894)) erkannte er deutliche Unterschiede. In seinen Ausführungen war Laubmann noch nicht bewusst, dass es sich in Paraguay um die später beschriebene Unterart T. c. hyperorius gehandelt haben dürfte. Er erwähnte, dass die Art oft in Gemeinschaft mit dem Stirnbandibis (Theristicus caerulescens) zu beobachten wäre. Theristicus columbianus Finsch, 1899 wird heute als Synonym zur Nominatform betrachtet.